# Zbigniew Zaleski
Zbigniew Franciszek Zaleski [zbigněv zaleski] (29. dubna 1947 Rogoziniec – 31. srpna 2019 Rogoźno) byl polský politik, poslanec Evropského parlamentu za Občanskou platformu.

## Biografie
Zbigniew Zaleski vystudoval psychologii v Lublinu a od roku 1994 má z psychologie profesuru. Ve volbách do Evropského parlamentu byl v roce 2004 zvolen poslancem za Občanskou platformu v Lublinském vojvodství. V Evropském parlamentu působí ve Výboru pro rozvoj a je členem parlamentní delegace EU – Izrael.